# Damian Kindler
Damian Kindler (Melbourne, Ausztrália, 1968. május 31.) ausztrál származású kanadai író és producer. Fiatalkorában emigrált Torontóba (Kanada), jelenleg Vancouverben (Brit Columbia) él.

## Pályája
Legismertebb munkái a Csillagkapu és a Csillagkapu: Atlantisz című sorozatok. 2002-ben csatlakozott a Csillagkapu-stábhoz a 6. évad elején, azóta íróként és producerként is hozzájárult a sorozathoz. Alkotója és társírója volt a Sanctuary – Génrejtek című sci-fi - fantasy sorozat 2007-es webepizódjainak, valamint a 2008-tól kezdődő televíziós sorozatának is.

## Filmjei

### Író
- Sanctuary – Génrejtek (2008 –)
- Sanctuary – Génrejtek webepizódok (2007)
- Csillagkapu (2002 - 2006)
- Csillagkapu: Atlantisz (2004 - 2006)
- Night Visions (2002)
- Shadow Realm (2002)
- Galidor (2002)
- Az elveszett ereklyék fosztogatói (2002)
- Az elveszett világ (televíziós sorozat) (2000)
- The Immortal (2000)
- Idegenek (televíziós sorozat) (2000)
- Y-akták – A lélek határai (1996)
- Vadak ura (televíziós sorozat) (1999)
- A bolygó neve: Föld (1998)
- Trükkös halál (televíziós sorozat) (1997)
- Kungfu: A legenda újjáéled (1993)

### Producer
- Sanctuary – Génrejtek (2008 –)
- Sanctuary – Génrejtek webepizódok (2007)
- Csillagkapu (2002 - 2006)
- Y-akták – A lélek határai (1996)

## Díjak, jelölések
Damian Kindlert három Leo-díjra jelölte 2004-ben és 2005-ben a British Columbia Film and Television Association. A Sanctuary – Génrejtek producereként és írójaként 2010-ben Constellation-díjra jelölték a Kiemelkedő kanadai teljesítmény 2009-es sci-fi televíziós sorozatban kategóriában, melynek eredménye 2010 júliusában derül ki.

## Külső hivatkozások
- Damian Kindler az Imdb-n